# Dilobopterus errabundus
Dilobopterus errabundus är en insektsart som beskrevs av Young 1977. Dilobopterus errabundus ingår i släktet Dilobopterus och familjen dvärgstritar. Inga underarter finns listade i Catalogue of Life.